# Hildegard Bentele
Hildegard Bentele, née le 22 mai 1976 à Ludwigsbourg, est une femme politique allemande. Membre de l'Union chrétienne-démocrate (CDU), elle est élue députée européenne en 2019.

## Biographie
Hildegard Bentele est membre de la CDU depuis 2002 et assume depuis diverses fonctions, notamment en étant élue à la Chambre des députés de Berlin en 2011, où elle préside le groupe parlementaire du parti de 2018 à 2019.
Après avoir brigué sans succès un mandat européen en 2004, 2009 et 2014, elle est finalement élue en 2019 et réélue en juin 2024. Elle siège au sein du groupe du Parti populaire européen (PPE).